# Stadion Berceni
Stadion Berceni – stadion piłkarski w Berceni niedaleko Bukaresztu, w Rumunii. Obiekt może pomieścić 2600 widzów. Został otwarty w 1957 roku i przebudowany w roku 2008. Na obiekcie swoje spotkania rozgrywa drużyna ACS Berceni. Stadion był także jedną z aren piłkarskich Mistrzostw Europy U-19 2011. Zostały na nim rozegrane trzy spotkania grupowe turnieju.